# Catedral de Nuestra Señora de la Victoria (Fukuoka)
La Catedral de Nuestra Señora de la Victoria o simplemente Iglesia de Daimyomachi (en japonés: 聖母の勝利司教座聖堂) es el nombre que recibe un edificio religioso afiliado a la Iglesia católica que se encuentra ubicado en la ciudad de Fukuoka en el país asiático de Japón.
En 1896, una pequeña iglesia de madera fue construida en el sitio donde se ubica la iglesia actual. En 1938, el número de fieles provenientes de Fukuoka aumentó considerablemente, y entonces surgió la  necesidad de ampliar las instalaciones del templo. La iglesia fue reconstruida y reforzada con ladrillo rojo.
En 1984 comenzó una nueva reestructuración de la catedral. En 1986 la iglesia fue demolida y una iglesia moderna de hormigón armado fue construida en su lugar. De la antigua iglesia solo se mantuvo el principal altar.
El templo sigue el rito romano o latino y es la iglesia principal de la diócesis de Fukuoka (Dioecesis Fukuokaensis; カトリック福岡教区) que fue creada en 1927 con el breve apostólico Catholicae Fidei bajo el pontificado del Papa Pío XI. 